# Procedura wyboru gospodarza Euro 2012
Procedura wyboru gospodarza finałów ME'2012 uregulowana została oficjalnym regulaminem UEFA. 1 lutego 2004 organizacja ta wdrożyła formalną procedurę przyjmowania zgłoszeń, a 16 grudnia 2004 rozesłała do swych wszystkich ówczesnych członków (52 federacji krajowych) oficjalne zaproszenie do składania ofert i udziału w postępowaniu konkursowym. Początkowo chęć zorganizowania finałów Euro 2012 wyraziło 12 państw, które przesłały do UEFA 9 kandydatur (6 pojedynczych oraz 3 podwójne):
| - Azerbejdżan - Chorwacja/ Węgry - Grecja | - Polska/ Ukraina - Rosja - Rumunia | - Turcja - Szkocja/ Irlandia - Włochy |

Jeszcze przed rozpoczęciem wstępnej selekcji z dalszego postępowania zostały wykluczone Szkocja i Irlandia, bowiem nie dotrzymały terminu składania oficjalnych ofert (31 stycznia 2005). Do 21 lipca 2005 pozostała ósemka chętnych musiała złożyć dokumentację potwierdzającą organizacyjne możliwości wymagane na pierwszym etapie konkursu. Azerbejdżan, Rosja i Rumunia nie dostarczyły w terminie wymaganych dokumentów, dlatego zostały wykluczone z grona oferentów. Toteż do pierwszej fazy – rozpoczętej 7 listopada 2005 – zakwalifikowanych zostało 5 kandydatur:
| - Chorwacja/ Węgry - Grecja - Polska/ Ukraina - Turcja - Włochy |

Do drugiego, finałowego etapu Komitet Wykonawczy UEFA zdecydował się wybrać 3 kandydatury: włoską (11 głosów), chorwacko-węgierską (9 głosów), a także polsko-ukraińską (7 głosów). Grecja (z 2 głosami) i Turcja (6 głosów) zostały wyeliminowane. W związku z piłkarską aferą korupcyjną we Włoszech, pojawiły się spekulacje, że kandydatura ta mogłaby zostać wycofana, jednak ostatecznie Włosi do końca uczestniczyli w konkursie.

Gospodarza Euro 2012 pierwotnie planowano wyłonić 8 grudnia 2006, jednak ze względów formalno-organizacyjnych termin przesunięto o ponad 4 miesiące na 18 kwietnia 2007. 
17 kwietnia 2007 w ratuszu w Cardiff – finałową prezentacją całej trójki zainteresowanych oferentów – rozpoczął się dwudniowy kongres, podczas którego miało dojść – metodą głosowania – do wyboru najlepszej kandydatury. W dniu wyboru (18 kwietnia 2007) komitet głosujący składał się z 12 przedstawicieli, będących członkami Komitetu Wykonawczego UEFA:
| - Michel Platini (Prezydent UEFA) - Senes Erzik (wiceprezydent UEFA) - Angel María Villar Llona (wiceprezydent UEFA) - Geoffrey Thompson (wiceprezydent UEFA) - Gerhard Mayer-Vorfelder (wiceprezydent UEFA) - Marios N. Lefkaritis | - Wiaczesław Kołoskow - Gilberto Madaíl - Joseph Mifsud - Per Ravn Omdal - Mircea Sandu - Mathieu Sprengers |

Członkami UEFA byli wówczas również  Hryhorij Surkis oraz  Franco Carraro, jednak ze względu na realny konflikt interesów, nie mogli oni brać czynnego udziału w głosowaniu. Pozostałym członkom komitetu głosującego przysługiwało po jednym głosie, do oddania na jedną spośród trzech finałowych kandydatur. Całe głosowanie odbywało się w trybie tajnym. W celu wyłonienia zwycięzcy niezbędne było kworum (8 osób) oraz wybór osiągnięty większością bezwzględną. W przypadku, gdyby w pierwszej turze nie udało się wyłonić zwycięzcy, procedura konkursowa przewidywała drugą turę głosowania – jednej spośród dwóch najwyżej ocenionych ofert. W przypadku remisu w drugiej turze, głos decydujący leżał w gestii prezydenta UEFA – Michela Platiniego, który ujawniając swój wybór wskazałby zwycięzcę. 
O organizację mistrzostw po raz pierwszy ubiegała się Polska wspólnie z Ukrainą. Za tą kandydaturą przemawiało kilka względów. Polska była szybko rozwijającym się krajem w Europie, należącym od 1 maja 2004 do Unii Europejskiej. Ukraina z kolei, dzięki Pomarańczowej Rewolucji, weszła na drogę demokratyzacji. Ponadto te mistrzostwa miały być doskonałym połączeniem tradycji i kultury Wschodu i Zachodu. Nie bez znaczenia były też argumenty komercyjne, istotne dla sponsorów mistrzostw – w Polsce i na Ukrainie mieszka blisko 85 milionów mieszkańców, podczas gdy w Chorwacji oraz Węgrzech zaledwie 15 milionów. Rynek włoski był z kolei nasycony i w znacznym stopniu już zagospodarowany przez duże koncerny sponsorujące imprezę. Zarówno Polska jak i Ukraina mają też wielkie tradycje piłkarskie, choć żaden z tych krajów nie uczestniczył jeszcze w Mistrzostwach Europy, natomiast Włochy wielokrotnie. Dodatkowo kandydatura otrzymała pełne poparcie prezydentów federacji piłkarskich Michała Listkiewicza (PZPN) i Hrihorija Surkisa (FFU), trenerów reprezentacji narodowych – Leo Beenhakkera i Ołeha Błochina, prezydentów Polski i Ukrainy – Lecha Kaczyńskiego i Wiktora Juszczenki, rządu dającego gwarancje państwowe, społeczeństwa wspieranego przez Irenę Szewińską, Włodzimierza Smolarka, Jerzego Dudka, Witalija Kłyczkę i Andrija Szewczenkę oraz biznesu. Istotna była również chęć nowo wybranego prezesa UEFA w 2007 Michaela Platiniego aby mistrzostwa zostały rozegrane na Ukrainie. UEFA chce rozszerzyć rynek piłkarski na wschód. Futbol nie jest ekskluzywnym sportem tylko dla państw, takich jak Anglia, Niemcy czy Francja
Ostatecznie w II fazie selekcji kandydatów stosunkiem głosów 8 PL-UA/ 4 IT/ 0 HU-HR – wygrała wspólna oferta Polski i Ukrainy, więc druga tura głosowania nie była konieczna. Wyniki selekcji wstępnej oraz głosowań w I i II fazie konkursu przedstawiono w poniższej tabeli:
| Kandydatura       | Selekcja wstępna | I faza selekcji | II faza selekcji |
| ----------------- | ---------------- | --------------- | ---------------- |
| Polska/ Ukraina   | +                | 7               | 8                |
| Włochy            | +                | 11              | 4                |
| Chorwacja/ Węgry  | +                | 9               | 0                |
| Turcja            | +                | 6               | —                |
| Grecja            | +                | 2               | —                |
| Azerbejdżan       | ×                | —               | —                |
| Rumunia           | ×                | —               | —                |
| Szkocja/ Irlandia | ×                | —               | —                |
| Rosja             | ×                | —               | —                |